# Îles Barren
Les îles Barren (Nosy Barren en malgache) forment un archipel de 9 principaux îlets/bancs de sable se situant entre une quinzaine et une quarantaine de kilomètres au large de la côte ouest de Madagascar, dans la région Melaky. Il était jusqu'à il y a environ 10 ou 15 ans[évasif], interdit selon les traditions locales (fady), d'habiter sur ces îles, simplement s'y reposer ou s'y abriter pour les pêcheurs exerçant dans leurs environs. Mais les pêcheurs Vezo migrant depuis le sud-ouest (aussi loin que depuis le sud de Tuléar) en nombres de plus en plus importants, y résident depuis environ 2004-2006 la plupart de l'année. Nombreux sont ceux qui y restent entre mars et décembre, soit jusqu'à 10 mois de l'année, habitant dans des petites huttes en branchages et tentes faites de bâches et palmes.
Les neuf principaux îlets sont les suivants :
- Nosy Marify ;

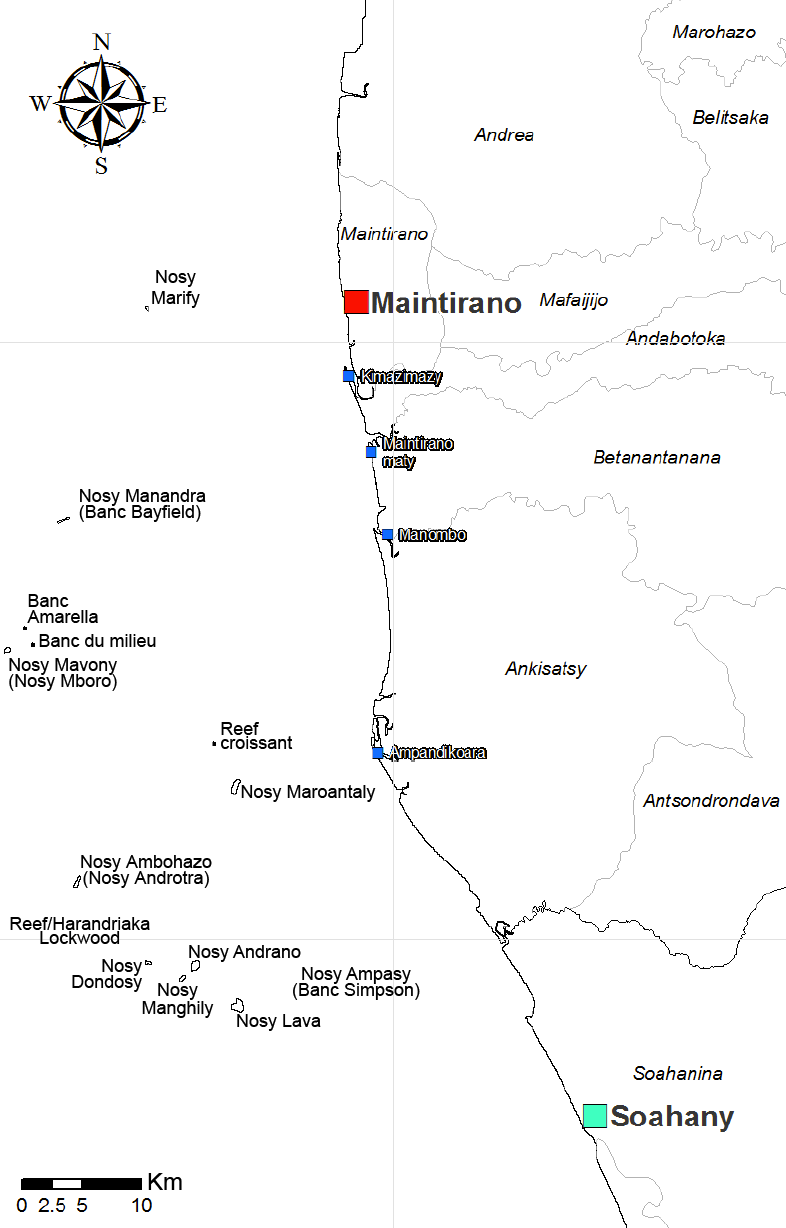
Carte de l'archipel des îles Barren

- Nosy Manandra (ou Banc Bayfield) ;
- Nosy Mboro (ou Nosy Mavony) ;
- Nosy Maroantaly ;
- Nosy Abohazo (ou Nosy Androtra) ;
- Nosy Dondosy ;
- Nosy Mangily ;
- Nosy Andrano ;
- Nosy Lava.

Cet archipel des îles Barren a été classé comme zone potentielle pour une future aire marine protégée par le service national du Système des Aires Protégées de Madagascar (SAPM) dépendant du ministère de l'environnement et des forêts.